# Kalifornische Küstengebirge

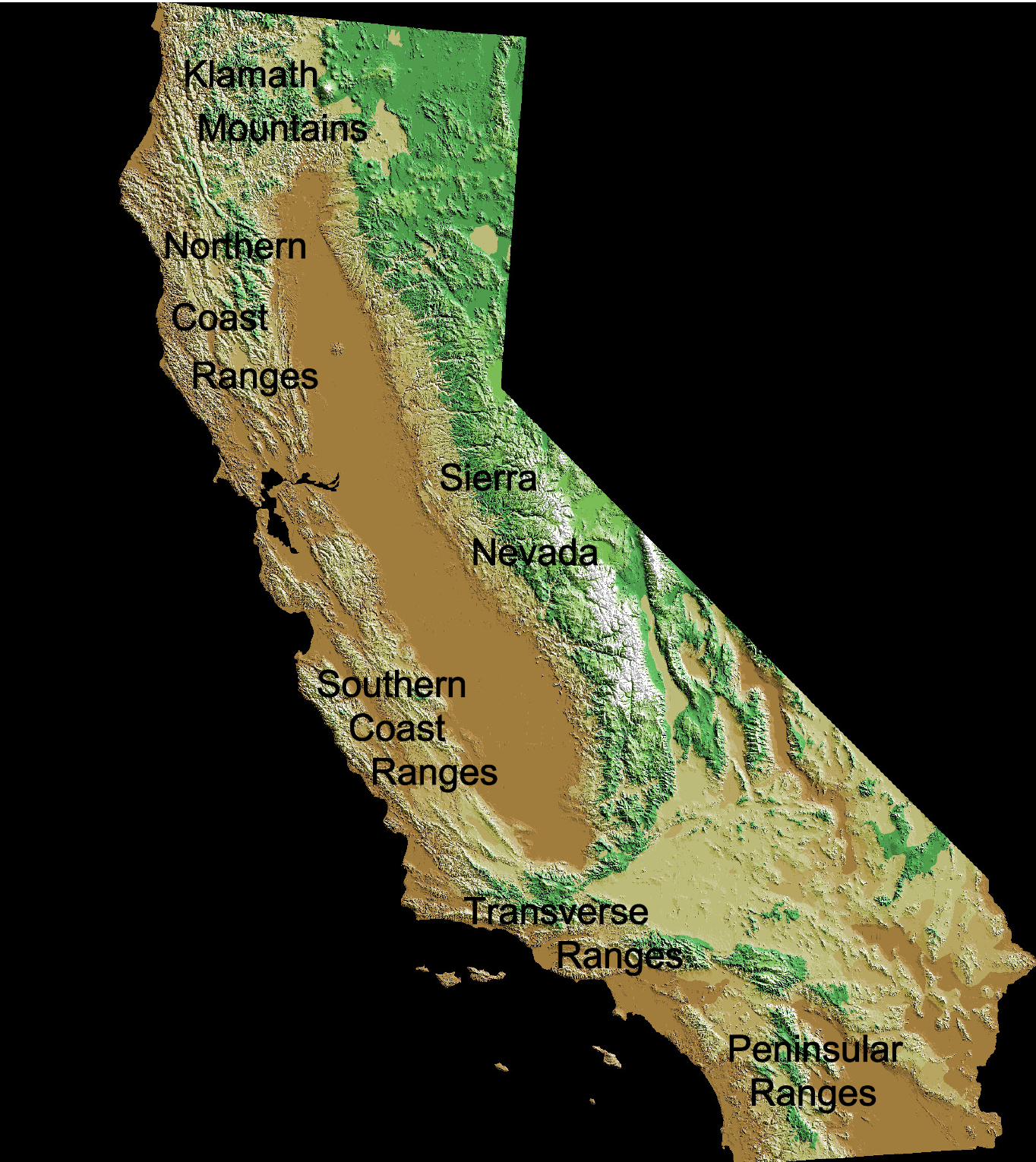
Die Küstengebirge in Kalifornien

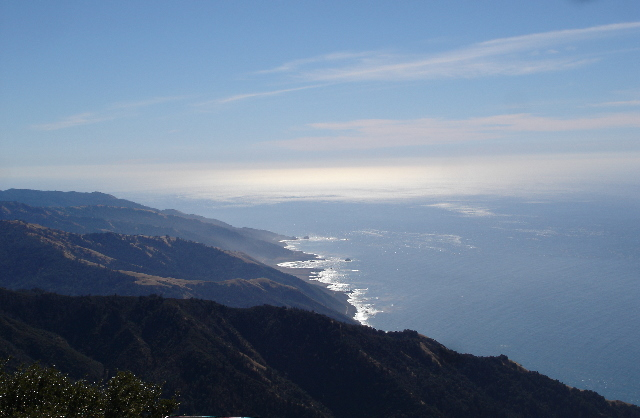
Santa Lucia Range

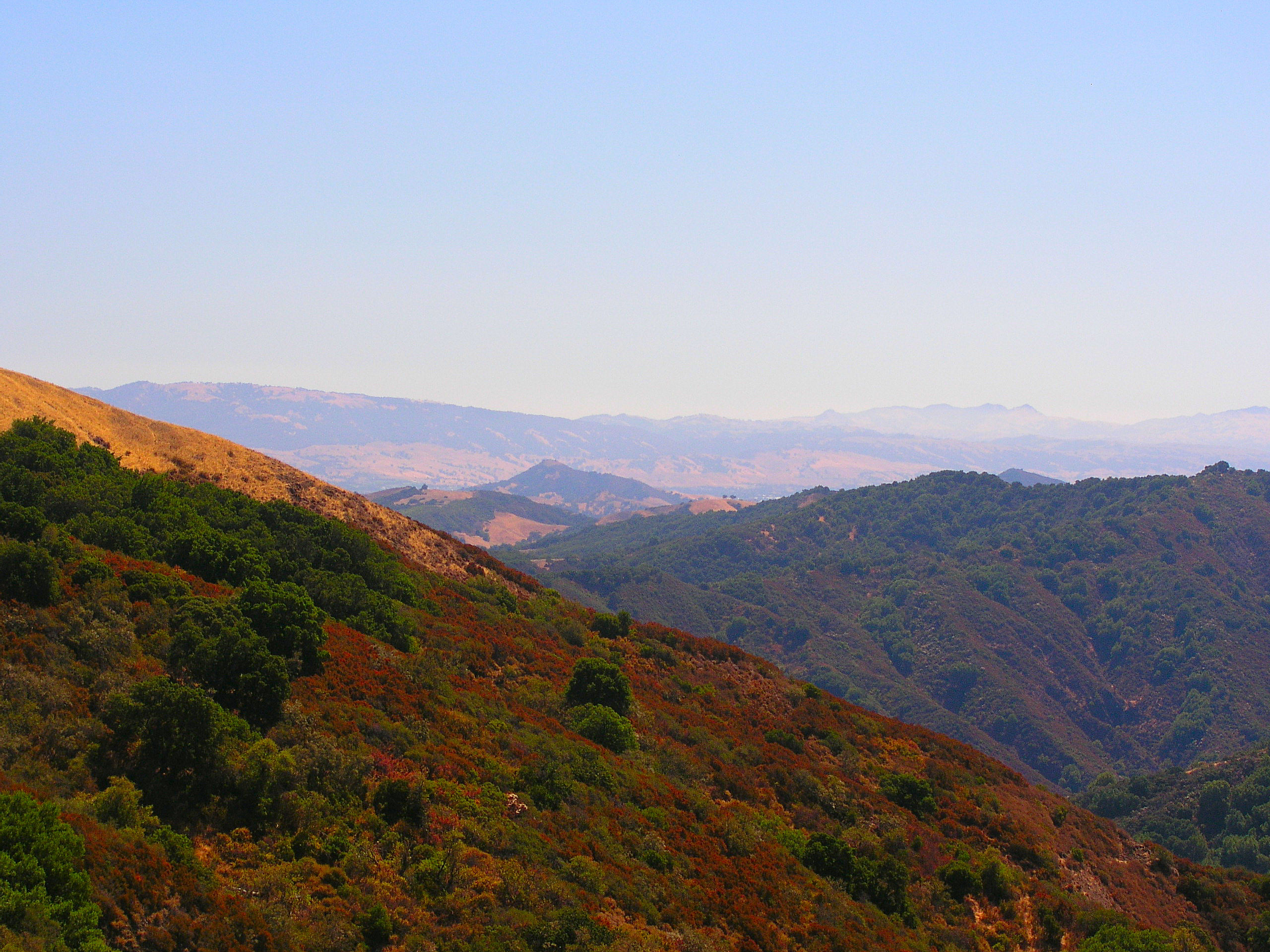
Gebirgslandschaft bei Morgan Hill

Als Kalifornische Küstengebirge (engl. California Coast Ranges) werden die Gebirgszüge entlang der Pazifikküste des US-Bundesstaates Kalifornien bezeichnet, die sich auf einer Länge von etwa 600 Kilometern zwischen der Küste und dem Kalifornischen Längstal erstrecken. Sie sind Teil einer langen Gebirgskette an der Pazifikküste, die von Mexiko bis Alaska reicht.
Die Kalifornischen Küstengebirge trennen das Kalifornische Längstal von der Küste. Nicht dazu zählen daher die Klamath Mountains und Siskiyou Mountains im Norden, deren Übergangszone zur Kaskadenkette das Längstal begrenzt, sowie die Transverse Ranges mit den Tehachapi Mountains, die die südliche Begrenzung des Längstals bilden, und alle Bergketten Südkaliforniens.
Sie bilden eine der elf geomorphologischen Provinzen Kaliforniens.
Das Kalifornische Küstengebirge besteht aus den beiden Subsystemen Inneres Küstengebirge und Äußeres Küstengebirge, die wiederum ebenfalls unterteilt sind.

## Geologie
Die Küstengebirge bestehen im Wesentlichen aus dem Franciscan-Komplex, einer tektonischen Mélange. Sie entstand durch plattentektonische Vorgänge, als die Juan-de-Fuca-Platte beziehungsweise ihr als Gorda-Platte bezeichnetes Teilstück des Meeresbodens unter der Nordamerikanischen Platte abtauchte (Subduktion) und dabei Bruchstücke abgeschoben und auf die Küstenplatte aufgeworfen wurden.

## Lage und Bezeichnungen
Die Kalifornischen Küstengebirge werden durch die Bucht von San Francisco in die Northern Coast Ranges und die Southern Coast Ranges geteilt.
Zu den Northern Coast Ranges zählen die Mendocino Range sowie Mayacamas Mountains.
Die Mendocino Range liegt westlich am Pazifischen Ozean, die Mayacamas Mountains bilden die östliche Flanke zum Central Valley. Getrennt werden sie durch die Flusstäler des Eel River im Norden und des Russian River im Süden. Weitere kleine Bergketten sind die King Range im Nordwesten und die Vaca Range im Südosten.
Die Southern Coast Ranges schließen ein:
- Santa Cruz Mountains
- Santa Lucia Range
- Gabilan Mountains
- Diablo Range
- Caliente Range
- Temblor Range